# Janjucetus hunderi
Janjucetus hunderi es la única especie de un género extinto de cetáceo considerado una forma basal de misticeto, un clado que incluye las ballenas barbadas extintas. Vivió durante el Oligoceno tardío, hace cerca de 25 millones de años en los mares costeros del sudeste de Australia. A diferencia de los misticetos modernos, poseía dientes grandes con los cuales podía sujetar y desgarrar presas, careciendo de barbas. Janjucetus posiblemente fue un depredador que capturaba presas grandes en lugar de alimentarse de grandes cantidades de animales pequeños, como lo hacen sus actuales descendientes. 

## Descripción

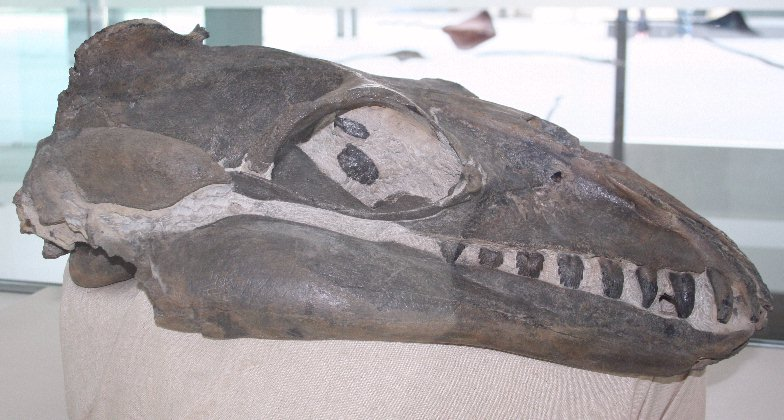
Cráneo de un Janjucetus

Se estima que Janjucetus tenía cerca de 3,5 metros de longitud, un tamaño similar a los delfines mulares modernos, siendo mucho más pequeño que cualquiera de las ballenas barbadas vivientes. Se considera como un misticeto debido a las características claves de la anatomía del cráneo, por ejemplo, en la forma que los huesos del rostro se encuentra con los de la bóveda craneana. El hocico relativamente corto se estrecha hacia adelante desde una base amplia y tiene forma triangular visto desde atrás. Los incisivos y caninos forman un arco terminal de dientes cónicos y afilados puntiagudos, mientras que los premolares y molares tienen forma de hojas de sierra. Las órbitas son excepcionalmente grandes. No hay pruebas de que Janjucetus tuviese ecolocalización y probablemente se basó en una buena visión para localizar a sus presas.
Se cree que Janjucetus estaba relacionado con otro género de misticetos dentados, Mammalodon del sudeste de Australia.

## Historia
El único fósil conocido de Janjucetus fue hallado de manera casual a finales de 1990 por un surfista adolescente llamado Staumn Hunder, cerca al poblado de Jan Juc en Victoria, Australia. El nombre Janjucetus hunderi, proviene del nombre de la población y el apellido del descubridor. Después del hallazgo, Hunder y su padre removieron el fósil y lo transportaron a la Universidad de Monash para que se investigara. Sin embargo, no fue hasta que Erich Fitzgerald emprendió un estudio minucioso en 2003, que se estableció correspondía a los restos de una ballena extinta. Fitzgerald publicó su hallazgo en Proceedings of the Royal Society.
El fósil está bien preservado y consta de un cráneo casi completo, mandíbulas, vértebras, costillas, escapula y un radio. Se encuentran dentro de la colección del Museo Palenontológico de Victoria en Melbourne, Australia. El holotipo de Janjucetus representa el cetáceo fósil más completo hallado en Australia.